# Oitava Cruzada
Em 1265, os egípcios da dinastia mameluca tomaram Cesareia Marítima, Haifa e Arçufe; em 1266, ocuparam a Galileia e parte da Armênia e, em 1268, conquistaram Antioquia. O Oriente Médio vivia uma época de anarquia entre as ordens religiosas que deveriam defendê-lo, bem como entre comerciantes genoveses e venezianos. 

O rei francês Luís IX (São Luís), retomou então o espírito das cruzadas e lançou novo empreendimento armado, a Oitava Cruzada , no ano de 1270 embora sem grande percussão na Europa. Os objetivos eram agora diferentes dos projetos anteriores: geograficamente, o teatro de operações não era o Levante mas antes Túnis, e o propósito, mais que militar, era a conversão do emir da mesma cidade norte-africana.

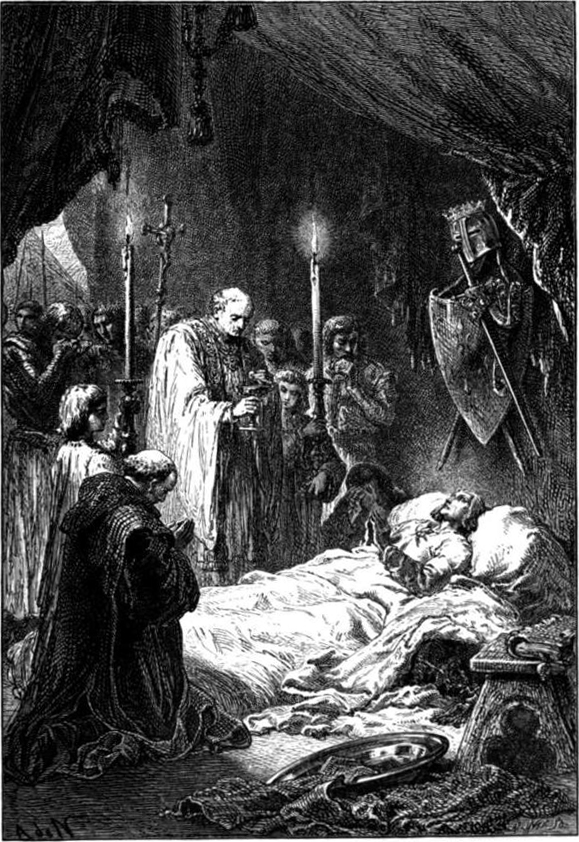
A morte de São Luís

Luís IX partiu inicialmente para o Egito, que estava sendo devastado pelo sultão Baibars. Dirigiu-se depois para Túnis, na esperança de converter o governador da cidade ao Cristianismo. O governador Mostanser recebeu-o de armas nas mãos. A expedição de São Luís redundou como quase todas as outras expedições, numa tragédia. Não chegaram sequer a ter oportunidade de combater: mal desembarcaram as forças francesas em Túnis, logo foram acometidas por uma peste que assolava a região, ceifando inúmeras vidas entre os cristãos, nomeadamente São Luís e um dos seus filhos. O outro filho do rei, Filipe, o Audaz, ainda em 1270, firmou um tratado de paz com o sultão e voltou à Europa. Chegou a Paris em maio de 1271 e foi coroado rei, em Reims, em agosto do mesmo ano.